# Sansevieria forskaliana
Espèce
Classification APG III (2009)
Sansevieria forskaliana – parfois orthographié Sansevieria forskaoliana –, également appelée Dracaena forskaliana, est une espèce de plantes de la famille des Liliaceae et du genre Sansevieria.

## Description
Plante succulente, Sansevieria forskaliana est une espèce de sansevières à feuilles de taille moyenne (60 cm de longueur et 7,5 cm de largeur), érigées et rigides, plates, lancéolées, se terminant par une dure pointe brune, rugueuses, de couleur verte parfois striées (assez variable selon les milieux), avec des bords brun-rouge. Acaulescentes, elles poussent directement depuis le rhyzome (de 2 cm de diamètre) par deux à huit feuilles. Les longues inflorescences (75 cm) présentent des groupes de quatre à cinq fleurs blanches,.

## Taxonomie
Décrite initialement par les botanistes autrichiens Josef August Schultes et son fils Julius Herman Schultes en 1829 sous le nom de Smilacina forskaliana, elle est finalement identifiée comme Sansevieria forskaliana par les Britanniques Frank Nigel Hepper et John Richard Ironside Wood en 1983.
Elle doit son nom à l'explorateur et naturaliste suédois Pehr Forsskål (1732-1763) qui en avait fait une description erronée lors de son expédition en Arabie (au cours de laquelle il meurt de la malaria au Yémen), parue de manière posthume en 1775 grâce à Carsten Niebuhr.

## Distribution et habitat
L'espèce est originaire d'Afrique centrale et d'Afrique de l'Est, présente au Tchad, Soudan et en République démocratique du Congo, et plus à l'est au Kenya, Tanzanie, Somalie, Éthiopie, Érythrée et Djibouti. Elle serait également présente naturellement au sud-ouest de la péninsule arabique (au Yémen et en Arabie Saoudite) et a été introduite à l'île Maurice.
Elle pousse entre 0 et 2 200 m d'altitude dans une très grande variété de milieux allant de la savane à la savane semi-aride, en prairies, dans les escarpements rocheux arides et le long des rivières, à couvert ou dans les environnements ouverts.

## Synonymes
L'espèce, souvent reclassée depuis 1775, présente des synonymes :
- Convallaria racemosa (Forsskål, 1775) – illégitime
- Smilacina forskaliana (Schultes & Schultes fils, 1829)
- Sansevieria abyssinica (N.E.Brown, 1913)
- Acyntha abyssinica (N.E.Brown, 1913 ; Chiovenda, 1916)
- Acyntha elliptica (Chiovenda, 1932)
- Sansevieria elliptica (Chiovenda, 1932 ; Cufodontis, 1971)
- Dracaena forskaliana (Schultes et Schultes fils, 1829 ; Byng & Christenh., 2018)